# Anoecia krizusi
Anoecia krizusi är en insektsart som först beskrevs av Carl Julius Bernhard Börner 1950.  Anoecia krizusi ingår i släktet Anoecia och familjen långrörsbladlöss. Inga underarter finns listade i Catalogue of Life.